# Табачное (Бахчисарайский район)
Таба́чное (укр. Табачне, крымскотат. Kişine, Кишине) — село в Бахчисарайском районе
Республики Крым, в России центр и единственное село Табачненского сельского поселения (согласно административно-территориальному делению Украины — Табачненского сельсовета Автономной Республики Крым).

## Население
| 2001  | 2014  | 2015  | 2016  | 2017  | 2018  | 2019  |
| ----- | ----- | ----- | ----- | ----- | ----- | ----- |
| 2062  | ↘1597 | →1597 | ↘1577 | ↘1569 | ↘1556 | ↘1534 |
| 2020  | 2021  |       |       |       |       |       |
| ↗1561 | ↗1648 |       |       |       |       |       |

Всеукраинская перепись 2001 года показала следующее распределение по носителям языка
| Язык       | Процент |
| ---------- | ------- |
| русский    | 84.58   |
| украинский | 14.79   |
| другие     | 0.4     |

## Современное состояние
В Табачном 15 улиц и 4 переулка население, по данным сельсовета на 2009 год, более 2 тысяч человек, 857 дворов на площади 108,8 гектаров. В селе располагаются органы местной власти (ул. М. Г. Сотника, 13) есть амбулатория, средняя школа, детский сад «Солнышко», Дворец культуры, библиотека, почтовое отделение и телеграф, несколько магазинов, действует православная церковь «Святого архистратига Михаила». В селе функционируют агрофирма «Крымская опытная станция табаководства» и «Музей табаководства». Табачное связано автобусным сообщением со всеми крупными населёнными пунктами западной части Крыма.

## География
Табачное находится на крайнем северо-западе района, примерно в 5 километрах
от берега Каламитского залива Чёрного моря, в долине реки Западный Булганак, на левом берегу, высота центра села над уровнем моря — 45 м. Расстояние до Бахчисарая —
около 28 километров, там же находится и ближайшая железнодорожная станция, до Севастополя около 38 км, до Евпатории — примерно 60 км. Транспортное сообщение осуществляется по региональным автодорогам 35К-009 Саки — Орловка и 35Н-018 Береговое — Бахчисарай (по украинской классификации — Т-0104 и О-0-10201). Земли Табачненского сельсовета — граница района: в 3 километрах находится село Равнополье, которое входит уже в Симферопольский район.

## История
Село Табачное образовано в 1925 году, как безымянный населённый пункт Табаксовхоза, созданного для Крымской опытной станции Всесоюзного научно-исследовательского института табака и махорки (ВИТИМ), прекратившей существование в 2004 году. С 25 июня 1946 года селение в составе Крымской области РСФСР. Современное название посёлок получил 18 мая 1948 года. 26 апреля 1954 года Крымская область была передана из состава РСФСР в состав УССР. На 1974 год в Табачном числилось 1897 жителей.
Чуть западнее нынешнего Табачного — за Евпаторийским шоссе, на берегу Булганака — находилось село Кишине (крымскотат. Kişine), получившее ещё в 1945 году название Горелое. Позднее село было упразднено, а жители переселены в Табачное. На 15 июня 1960 года село входило в состав Красноармейского сельсовета, 1968 год — в состав Вилинского. По данным переписи 1989 года в селе проживало 2319 человек. С 12 февраля 1991 года село в восстановленной Крымской АССР, 26 февраля 1992 года переименованной в Автономную Республику Крым. С 21 марта 2014 года по результатам референдума вошло в состав России.